# Leucoloma drepanocladium
Leucoloma drepanocladium là một loài rêu trong họ Dicranaceae. Loài này được Müll. Hal. Kindb. mô tả khoa học đầu tiên năm 1891.